# Убайдуллаев, Шахзодбек
Шахзодбек Умид оглы Убайдуллаев (узб. Шаҳзод Умид оглы Убайдуллаев; род. 2 марта 1998, Касансай, Наманганская область) — узбекский футболист, нападающий клуба «Навбахор». Выступал за национальную сборную Узбекистана.

## Карьера

### «Андижан»
Воспитанник футбольной академии узбекского клуба «Машал». В 2018 году футболист стал выступать за основную команду клуба. В июле 2018 года футболист на правах свободного агента присоединился к узбекскому клубу «Андижан». Дебютировал за клуб футболист 8 марта 2019 года в матче против клуба «Кызылкум», выйдя на поле в стартовом составе. Дебютным забитым голом за клуб футболист отличился 18 апреля 2019 года в матче против клуба «Насаф». Своим первым забитым дублем за клуб футболист отличился 2 октября 2019 года в матче против клуба «Сурхан». По итогу сезона футболист вместе с клубом завершил чемпионат на итоговом десятом месте. На протяжении сезона футболист выступал за клуб в роли одного из основных игроков, отличившись 9 забитыми голами и результативной передачей. По окончании сезона футболист покинул клуб.

### «Металлург» Бекабад
В январе 2020 года футболист на правах свободного агента присоединился к бекабадскому «Металлургу». Дебютировал за клуб футболист 29 февраля 2020 года в матче против клуба АГМК, выйдя на поле в стартовом составе и отличившись своей первой результативной передачей. Дебютным забитым голом за клуб футболист отличился 15 июня 2020 года в матче против ташкентского «Локомотива». Своим первым забитым дублем за клуб футболист отличился 2 июля 2020 года в матче против клуба «Бухара», также отдав голевую передачу. По итогу сезона футболист вместе с клубом завершил чемпионат на итоговом седьмом месте в турнирной таблице. На протяжении сезона футболист выступал за клуб в роли одного из ключевых игроков клуба, отличившись 9 забитыми голами и 5 результативными передачами во всех турнирах.

### «Шахтёр» Солигорск

#### Сезон 2021
В начале января 2021 года появилась информация, что футболист может перейти в белорусский клуб «Шахтёр», а сумма трансфера оценивается порядка 150 тысяч евро. В скором времени футболист официально присоединился к солигорскому клубу, с которым подписал длительное соглашение. Сумма трансфера футболиста составила 123 тысячи евро. В марте 2021 года также появилась информация, что футболист на правах аренды продолжит карьеру в «Энергетике-БГУ». Дебютировал за клуб футболист 7 марта 2021 года в четвертьфинальном матче Кубка Беларуси против гродненского «Немана», выйдя на замену в начале второго тайма и отличившись своим дебютным забитым голом. Первый матч в чемпионате футболист сыграл 13 марта 2021 года против столичного «Минска», выйдя на замену на 80 минуте. В ответном четвертьфинальном матче Кубка Беларуси 7 апреля 2021 года гродненский «Немана» оказался сильнее, однако солигорский клуб по сумме матчей прошёл в следующий этап турнира.

#### Аренда в «Энергетик-БГУ»
В апреле 2021 года футболист выбыл из распоряжения солигорского клуба, за этот период отличившись своим единственным забитым голом. В июле 2021 года футболист на правах арендного соглашения присоединился к минскому «Энергетику-БГУ», соглашение с которым было рассчитано до конца сезона. Дебютировал за клуб футболист 18 июля 2021 года в матче против «Сморгони», выйдя на поле в стартовом составе, отыграв лишь первый тайм. Дебютным забитым голом за клуб футболист отличился 22 августа 2021 года в матче против борисовского БАТЭ. По итогу сезона футболист вместе с клубом завершили чемпионат на итоговом двенадцатом месте. На протяжении сезона футболист выступал за столичный клуб в роли одного из ключевых игроков, отличившись 3 забитыми голами и 3 результативными передачами. В декабре 2021 года футболист покинул клуб по окончании срока действия арендного соглашения.

#### Аренда в «Нефтчи» Фергана
В феврале 2022 года футболист на правах арендного соглашения присоединился к ферганскому «Нефтчи» до конца сезона. Дебютировал за клуб футболист 2 марта 2022 года в матче против клуба «Коканд 1912», выйдя на замену на 75 минуте, также отличившись своим дебютным забитым голом. В начале сезона футболист смог быстро закрепиться в основной команде клуба, отличившись 2 забитыми голами и результативной передачей в чемпионате, а также взятием ворот в матче Кубка Узбекистана. По итогу сезона футболист вместе с клубом завершил чемпионат на итоговом девятом месте в турнирной таблице. На протяжении сезона футболист выступал за клуб в роли одного из основных игроков, отличившись 5 забитыми голами и результативной передачей во всех турнирах. По окончании срока арендного соглашения футболист покинул ферганский клуб.

#### Сезон 2023
В январе 2023 года в пресс-службе солигорского «Шахтёра» сообщили, что футболист вернулся в распоряжение клуба, вместе с которым начал готовиться к новому сезону. Новый сезон футболист начал с победы за Суперкубок Беларуси, где в финале 25 февраля 2023 года солигорский клуб победил «Гомель», однако сам футболист остался на скамейке запасных. Первый матч в новом сезоне футболист сыграл 4 марта 2023 года в рамках четвертьфинала Кубка Беларуси против жодинского «Торпедо-БелАЗ», выйдя на замену на 88 минуте. По итогу ответной встречи 11 марта 2023 года жодинский «Торпедо-БелАЗ» оказался сильнее в серии пенальти и вышел в следующий раунд турнира. Первый матч в чемпионате футболист сыграл 18 марта 2023 года против новополоцкого «Нафтана», выйдя на замену на 73 минуте. В мае 2023 года футболист выбыл из распоряжения клуба, получив травму. В июне 2023 года футболист покинул клуб по окончании срока действия контракта.

### «Металлург» Бекабад
В июле 2023 года футболист на правах свободного агента вернулся в бекабадский «Металлург». Первый матч за клуб футболист сыграл 29 июля 2023 года против ферганского клуба «Нефтчи», выйдя на замену на 71 минуте. В первом матче раунда плей-офф Кубка Узбекистана футболист вместе клубом уступили «Хорезму», завершив выступление на турнире. Первыми забитыми голами за клуб в сезоне футболист отличился 23 сентября 2023 года в матче против клуба АГМК, оформив дубль. Затем футболист в своих следующий матчах против «Андижана» и «Турона» также отличился по забитому голу каждому. По итогу сезона футболист вместе с клубом завершил чемпионат на итоговом десятом месте. На протяжении сезона футболист выступал за бекабадский клуб в роли одного из основных игроков, отличившись 4 забитыми голами и результативной передачей. 
В начале 2024 года футболист начал подготовку к новому сезоне с бекабадским клубом. Первый матч в новом сезоне футболист сыграл 3 марта 2024 года против ташкентского «Локомотива», выйдя на поле в стартовом составе и отличившись своим первым в сезоне забитым голом. Вместе с клубом футболист вышел в раунд плей-офф Кубка Узбекистана, где 4 июля 2024 года уступили «Сурхану». В конце ноября 2024 года футболист покинул бекабадский клуб. На протяжении сезона футболист выступал за клуб в роли одного из основных игроков, отличившись 5 забитыми голами и результативной передачей во всех турнирах. Сам же клуб завершил чемпионат на итоговом предпоследнем месте, где затем в раунде плей-офф за сохранение прописки в элитном дивизионе вылетели в Про-лигу.

### «Навбахор»
В декабре 2024 года футболист на правах свободного агента присоединился к узбекскому «Навбахору», подписав двухлетний контракт. Дебютировал за клуб футболист 9 марта 2025 года в матче против самаркандского «Динамо», выйдя на замену на 79 минуте. Первым результативным действием за клуб футболист отличился 28 марта 2025 года в матче против «Андижана», отдав голевую передачу.

## Международная карьера
В сентябре 2020 года футболист получил вызов в национальную сборную Узбекистана. Дебютировал за сборную 3 сентября 2020 года в товарищеском матче против Таджикистана, также отличившись дебютным голом.

## Достижения
«Шахтёр» Солигорск
- Обладатель Суперкубка Беларуси: 2023